# Pyhäsalo
Pyhäsalo är en ö i Finland. Den ligger i sjön Alvajärvi och i kommunen Pihtipudas i den ekonomiska regionen  Saarijärvi-Viitasaari och landskapet Mellersta Finland, i den centrala delen av landet, 400 km norr om huvudstaden Helsingfors. Öns area är 1,27 kvadratkilometer och dess största längd är 2,5 kilometer i nord-sydlig riktning.